# Martin Hansen (labdarúgó, 1990)
Martin Hansen (Dánia, 1990. június 15. ) dán labdarúgókapus, jelenlegi csapata a Liverpool.

## Pályafutása
Hansen a Brøndby IF csapatában nevelkedett, egészen 2006-ig, amikor is az angol Liverpool csapatába került. A Liverpool reserve csapatában a 2009/10-es szezonban mutatkozott be, 5 mérkőzésen védett az első szezonjában.
2010-ben került az első csapat keretébe. 2011. július 27-én aláírt egy egy hónapos kölcsön szerződést a Bradford City csapatával. 2011. augusztus 6-án debütált a Aldershot Town elleni hazai mérkőzésen, ami 2-1-es vendég sikerrel végződött. Pályán volt az Oxford United, a Accrington Stanley és a Dagenham & Redbridge elleni bajnoki mérkőzésen. 4 mérkőzés alatt, mindössze 5 gól került a hálóba. Augusztus 21-én visszatért a Liverpoolba, miután a két klub nem tudott megegyezni a további szerződésről.
A 2011–12-es szezonban eddig 4 mérkőzésen védett a tartalékcsapat mérkőzésein.

### Válogatott
Hansen dán korosztályos válogatott kapus.
2009. május 28-án mutatkozott be a dán U19-es válogatottban a görög U19 ellen, a mérkőzést 1-0-ra a dánok nyerték. 2009. augusztus 12-én a dán U21-es válogatottban is bemutatkozott a 2. félidőben állt be a kapuba a svéd U21 elleni vesztes mérkőzésen.